# Hymenocallis liriosme
Hymenocallis liriosme är en amaryllisväxtart som först beskrevs av Constantine Samuel Rafinesque, och fick sitt nu gällande namn av Lloyd Herbert Shinners. Hymenocallis liriosme ingår i släktet Hymenocallis och familjen amaryllisväxter. Inga underarter finns listade i Catalogue of Life.